# Pismo piktograficzne

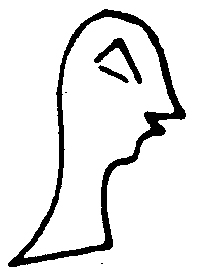
Sumeryjski piktogram „głowa”

Pismo piktograficzne, pismo obrazkowe – początkowe stadium rozwoju pisma. W piśmie piktograficznym każdy rysunek (piktogram) oznaczał dane pojęcie (np. schematyczny rysunek głowy oznaczał głowę). Pismo piktograficzne jest pismem semantycznym, znaczeniowym, tj. nie występuje w nim fonetyzm, a symbol nie oznacza dźwięku mowy, jak w piśmie fonetycznym. Pismo piktograficzne różni się jednak od obrazu tym, że przedstawia zdarzenie lub pewną sytuację, a nie wyobrażenie o nich, czyli nie oddziałuje na wyobraźnię odbiorcy. Piktografami posługiwały się prehistoryczne ludy basenu Morza Śródziemnego, Chin, niektóre ludy Afryki Środkowej, Ameryki Północnej i Australii.